# Inna Heights
Inna Heights è il quinto album in studio del cantante giamaicano Buju Banton, pubblicato nel 1997.

## Tracce
1. Our Father in Zion – 0:28
2. Hills and Valleys – 4:33
3. Inter Lingua – 0:22
4. Destiny – 4:00
5. African Pride – 3:44
6. Cry No More – 3:52
7. My Woman Now (feat. Beres Hammond) – 4:07
8. Small Axe (feat. King Stitt) – 3:57
9. Inter Lingua 2 – 0:24
10. Redder Than Red – 3:53
11. Single Parent – 4:05
12. Inter Lingua 3 – 0:16
13. Give I Strength (feat. Ras Shiloh) – 4:00
14. Close One Yesterday – 4:22
15. Inter Lingua 4 – 0:20
16. Love dem Bad (feat. Red Rat) – 3:58
17. Love Sponge – 3:38
18. Inter Lingua 5 – 0:25
19. Mother's Cry (feat. Jah Mali) – 3:42
20. 54/46 (feat. Toots Hibbert) – 3:54
21. Circumstances – 4:05